# Serranía de San Jacinto
Serranía de San Jacinto är en bergskedja i Colombia.   Den ligger i departementet Sucre, i den norra delen av landet, 600 km norr om huvudstaden Bogotá.